# أشرف أباك
أشرف أباك (بالتركية: Eşref Apak)‏ هو رامي مطرقة تركي ولد في يوم 3 يناير 1982 في مدينة أنقرة، تلقى تعليمه في جامعة غازي، أبرز إنجازاته هو فوزه بالميدالية البرونزية في دورة الألعاب الأولمبية الصيفية 2004 في أثينا برمية وصلت ل79.51 متر وقد نالها بعد اقصاء المجري أدريان أنوس من ميداليته الذهبية وذلك بعد ثبوت تناوله للمنشطات، أفضل رقم سجله هو 81.45 متر في يونيو 2005 في إسطنبول وهو الرقم الوطني لتركيا، تم إيقافه لمدة سنتين من 2013 إلى 2015 وذلك بعد ثبوت تناوله للمنشطات، تزوج من العدائة التركية سيما أيديمير وله ولد واحد منها.

## روابط خارجية
- أشرف أباك على موقع الاتحاد الدولي لألعاب القوى (الإنجليزية)
- أشرف أباك على موقع اللجنة الأولمبية الدولية (الإنجليزية)
- أشرف أباك على موقع أوليمبيديا (الإنجليزية)
- أشرف أباك على موقع اللجنة الأولمبية التركية (التركية)